# Сиротенко, Григорий Тимофеевич
Григо́рий Тимофе́евич Сироте́нко (18 [30] марта 1888 — 21 июня 1925) — военный и политический деятель Украинской народной республики, юрист, адвокат.

## Биография
Родился в семье потомков украинского казачества. Закончил гимназию, затем Демидовский юридический лицей в Ярославле, получил высшее юридическое образование.
По окончании учёбы поступил на одногодичную действительную военную службу на правах вольноопределяющегося 1-го разряда. Произведен в унтер-офицеры, затем в прапорщики, — с увольнением в запас армейской пехоты (по Полтавскому уезду).
После службы в армии работал в Полтаве адвокатом, — помощником присяжного поверенного.
Участник Первой мировой войны. 
По объявлению мобилизации был призван на службу в 35-й пехотный Брянский полк (г. Кременчуг), воевал на Юго-Западном фронте (3-я Армия). В декабре 1914 года произведен в подпоручики со старшинством с 06.08.1913. Затем служил в 26-м пехотном запасном полку действующей армии. «За отлично-усердную службу и труды, понесённые во время военных действий», был удостоен командованием Юго-Западного фронта ордена Святого Станислава 3-й степени (утв. ВП от 30.11.1916).
В августе 1915 года, во время захвата немцами Новогеоргиевской крепости, попал в плен к немцам и находился там до конца февраля 1918 года. Сотрудничал с Союзом освобождения Украины. В 1917 году — глава украинской общины в офицерском лагере Ганн. Мюнден. Инициатор украинизации этого лагеря и активный участник формирования из пленных украинцев (в лагерях Раштатт, Вецлар, Зальцведель) германским командованием двух «синежупанных» дивизий.
В январе-апреле 1918 года, в звании полковника украинского войска, был старшим по связям между «синежупанниками» и немецкими властями. В ночь с 26 на 27 апреля 1918 обе дивизии, прибывшие на Украину, были разоружены немцами как ненадежные и вскоре расформированы.
В конце 1918 года Сиротенко поддержал Семёна Петлюру, выступившего против режима гетмана Павла Скоропадского, и в декабре 1918 был назначен главой Военно-судебного управления армии Украинской народной республики (УНР). В 1919 году — товарищ (заместитель) военного министра в правительстве Сергея Остапенко, затем исполняющий обязанности военного министра УНР, а с мая по 7 июля 1919 — военный министр в правительстве социал-демократа Бориса Мартоса.
Сиротенко был представителем левого крыла украинской социал-демократии, образовавшей партию социал-демократов «незалежников». В условиях войны на два фронта выступал за достижение соглашения с большевиками с тем, чтобы сконцентрировать все силы на вооруженных действиях против Польши.
В 1920 году, после поражения армии УНР и ликвидации Украинской народной республики, остался на территории Украинской ССР, жил нелегально в Новых Санжарах. В октябре 1920 был арестован. 
В мае 1921 года был подсудимым на процессе над деятелями Украинской партии социалистов-революционеров, проходившем в Киеве в Верховном чрезвычайном трибунале (хотя сам был социал-демократом). Обвинялся в нелегальном проживании на территории УССР под чужой фамилией. В конце 1921 года был амнистирован и освобождён от отбывания наказания.
На 1925 год — работал в Полтаве сотрудником губернского статистического бюро.
21 июня 1925 года покончил с собой — застрелился в Полтаве при невыясненных обстоятельствах.